# Derry Irvine, barone Irvine di Lairg
Derry Irvine, barone Irvine di Lairg (Inverness, 23 giugno 1940), è un avvocato e politico britannico dei Partito Laburista.

## Biografia
Dopo aver frequentato la scuola, Irvine ha studiato diritto scozzese all'Università di Glasgow e poi giurisprudenza al Christ's College dell'Università di Cambridge e, dopo essere stato ammesso alla professione forense nel 1967, ha lavorato come avvocato nello studio legale di Morris Finer. Nelle elezioni generali del 1970, si candidò senza successo come candidato per il Partito Laburista nel collegio elettorale di Hendon North per un seggio alla Camera dei comuni. Nel 1978 è stato nominato Crown Attorney e nel 1981 è stato eletto presidente delle 11 King's Bench Walk Chambers, un'associazione di noti avvocati.
Nel 1987 Derry Irvine è stato elevato alla nobiltà come pari a vita con il titolo di Barone Irvine di Lairg, nel distretto di Sutherland e da allora è membro della Camera dei lord.
Durante la sua lunga appartenenza alla Camera dei lord, è stato inizialmente dal 1992 al 1997 portavoce del gruppo laburista all'opposizione per gli affari legali e interni e successivamente membro del gabinetto ombra del suo partito nella funzione di Lord cancelliere.
Dopo che il Partito Laburista vinse le elezioni generali il 1º maggio 1997, il primo ministro Tony Blair lo nominò Lord Cancelliere succedendo al barone Mackay di Clashfern nel suo primo gabinetto e ne fu membro fino a quando gli successe il barone Falconer di Thoroton nel 2003. Allo stesso tempo è stato portavoce del governo per la politica e gli affari legali del Lord cancelliere.
È stato poi Lord of Appeal fino al 2008 e, dal 2005, Patron of Prisoners Abroad, un ente di beneficenza che sostiene i cittadini britannici che scontano pene detentive in carceri straniere. Il barone Irvine è anche copresidente dell'Unione interparlamentare e vicepresidente della sezione britannica dell'Associazione parlamentare del Commonwealth.